# Còdex Mendoza
El Còdex Mendoza és un còdex del segle xvi que descriu la vida del poble asteca encarregat per Antonio de Mendoza (d'aquí el nom) com a un regal per al seu monarca, Carles V del Sacre Imperi Romanogermànic. El volum consta de 71 pàgines dividides en tres seccions: la primera resumeix la història del poble asteca, la segona descriu la situació política en temps de l'arribada dels exploradors espanyols i la tercera conté escenes de la vida quotidiana dels asteques, amb explicacions i il·lustracions sobre les diferents classes socials.